# ひまわり信用金庫

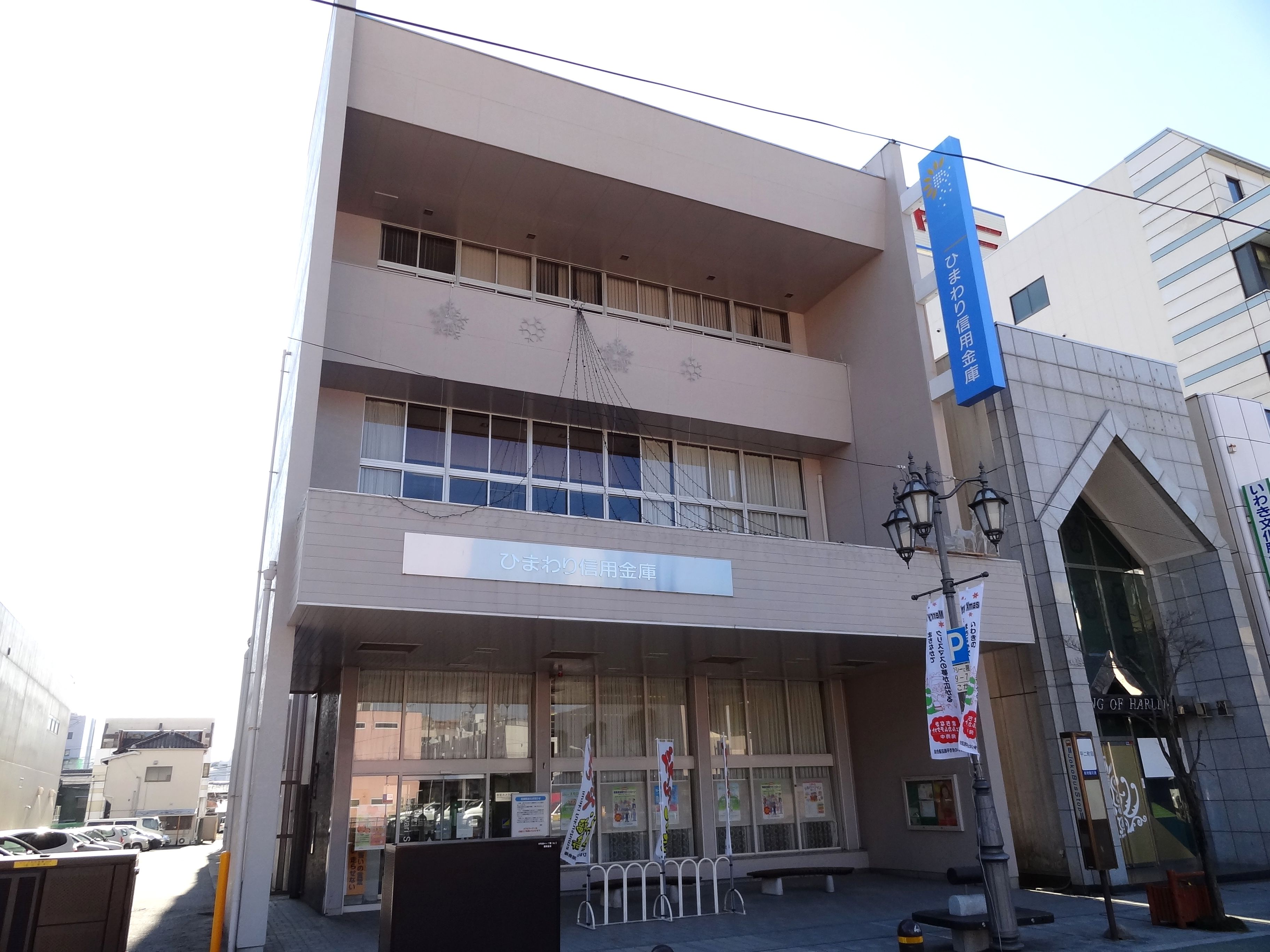
ひまわり信用金庫本部

ひまわり信用金庫（ひまわりしんようきんこ、英語：Himawari Shinkin Bank）は、福島県いわき市に本店を置く信用金庫である。キャッチフレーズは、「街の応援団・町のパートナー」である。
福島県内すべての信用金庫では、セブン銀行（片乗り入れ）・イオン銀行と提携しているが、当金庫では新銀行東京にも提携（相互出金提携）している。
2018年度決算による自己資本比率は、10.73％。

## 沿革
- 1923年（大正12年）10月9日 - 産業組合法に基づく、有限責任小名浜町信用組合を設立する。
- 1932年（昭和7年）6月 - 有限責任小名浜町信用購買組合に改組する。
- 1933年（昭和8年）5月 - 有限責任小名浜信用販売購買利用組合に改組する。
- 1944年（昭和19年）7月 - 小名浜信用組合に改組する。
- 1950年（昭和25年）4月 - 小名浜町信用組合に改組する。
- 1952年（昭和27年）2月 - 信用金庫法に基づき、小名浜信用金庫となる。
- 1974年（昭和49年）8月 - 植田信用金庫と合併し、磐洋信用金庫となる。
- 1992年（平成4年）10月 - 平信用金庫と合併し、ひまわり信用金庫となる。
- 2006年（平成18年）9月 - 本店所在地を二町目から平東支店の所在地に移転（同時に同支店を本店に統合）。旧本店は同金庫の本部として小名浜地区から移転（旧本部は小名浜支店を旧店舗より移転）。